# マニー・パッキャオ 対 ティモシー・ブラッドリー第3戦
マニー・パッキャオ 対 ティモシー・ブラッドリー第3戦（マニー・パッキャオ たい ティモシー・ブラッドリーだい3せん）は、2016年4月9日にアメリカ合衆国ネバダ州ラスベガスのMGMグランド・ガーデン・アリーナで開催されたプロボクシングの試合。

## 概要
イベント名は『PacBrad III』(パックブラッド・3)。過去2度対戦し、互いが1勝1敗で迎える第3戦。パッキャオは政治活動に集中するため、この試合を最後に引退を表明している。
パッキャオは引退試合の相手にブラッドリーを選んだことの理由として「私がブラッドリーを選んだのは、彼が以前よりも強くなっていると信じているからだ。実際に前回のブランドン・リオス戦では多くが改善されていた」とコメントしている。当初はWBO世界ウェルター級タイトルマッチの予定だったが、WBOから1位のサダム・アリとの指名試合が発令、ブラッドリーがパッキャオとの決着戦実現させるために王座を返上したためノンタイトル戦に落ち着くはずだったが、結局WBOインターナショナルウェルター級王座決定戦に落ち着いた。
前座でWBO世界スーパーミドル級王者アルツール・アブラハムと元IBF世界フェザー級王者エフゲニー・グラドビッチが登場。アブラハムとラミレスの試合に関してはこの試合でアブラハム対ラミレスを含む3試合提供するザウアーラント・イベントに開催権を落札され、ベルリンで開催するところを入札額より積んでカードに組み込ませることに成功している。
アンダーカードにメキシコとロシアとウクライナのボクサーが多く、アラムはメディア向けのプレゼンで「今回のサバイバルマッチを軸にしたアンダーカードは1100万人の不法移民たちに捧げる。もしトランプが当選したら私も抗議活動に加わるよ」と話し、アメリカ大統領選挙の候補ドナルド・トランプの公約になっている移民政策に抗議するためにサバイバル戦を多く組み「ドナルド・トランプ・アンダーカード」と名付けられた。試合はパッキャオが7回と9回にダウンを奪い判定勝ちで有終の美を飾った。
HBOがペイ・パー・ビューで放送した。

## 対戦カード
^Note 1 WBOインターナショナルウェルター級王座決定戦
^Note 2 WBO世界スーパーミドル級タイトルマッチ
^Note 3 NABO北米フェザー級王座決定戦
^Note 4 WBCアメリカ大陸スーパーライト級タイトルマッチ
^Note 5 NABF北米ライトヘビー級王座決定戦
^Note 6 NABF北米ウェルター級タイトルマッチ

### 採点表
| 王座：WBOインターナショナルウェルター級王座決定戦           | 王座：WBOインターナショナルウェルター級王座決定戦           | 王座：WBOインターナショナルウェルター級王座決定戦           | 王座：WBOインターナショナルウェルター級王座決定戦           | 王座：WBOインターナショナルウェルター級王座決定戦           |                                                             | 主審：トニー・ウィークス（ネバダ州）                        | 主審：トニー・ウィークス（ネバダ州）                        | 主審：トニー・ウィークス（ネバダ州）                        | 主審：トニー・ウィークス（ネバダ州）                        | 主審：トニー・ウィークス（ネバダ州）                                                |                                                                                     | 立会人：フランシスコ・バルカルセル（プエルトリコ、WBO会長）                         | 立会人：フランシスコ・バルカルセル（プエルトリコ、WBO会長）                         | 立会人：フランシスコ・バルカルセル（プエルトリコ、WBO会長）                         | 立会人：フランシスコ・バルカルセル（プエルトリコ、WBO会長） | 立会人：フランシスコ・バルカルセル（プエルトリコ、WBO会長） |
| 開催日：2016年4月9日                                        | 開催日：2016年4月9日                                        | 開催日：2016年4月9日                                        | 開催日：2016年4月9日                                        | 開催日：2016年4月9日                                        | 会場：ネバダ州ラスベガス・MGMグランド・ガーデン・アリーナ   | 会場：ネバダ州ラスベガス・MGMグランド・ガーデン・アリーナ   | 会場：ネバダ州ラスベガス・MGMグランド・ガーデン・アリーナ   | 会場：ネバダ州ラスベガス・MGMグランド・ガーデン・アリーナ   | 会場：ネバダ州ラスベガス・MGMグランド・ガーデン・アリーナ   | 主催：トップランク ザウアーラント・イベント カネロ・プロモーションズ メインイベンツ | 主催：トップランク ザウアーラント・イベント カネロ・プロモーションズ メインイベンツ | 主催：トップランク ザウアーラント・イベント カネロ・プロモーションズ メインイベンツ | 主催：トップランク ザウアーラント・イベント カネロ・プロモーションズ メインイベンツ | 主催：トップランク ザウアーラント・イベント カネロ・プロモーションズ メインイベンツ |                                                             |                                                             |
| マニー・パッキャオ                                          | マニー・パッキャオ                                          | 対                                                          | ティモシー・ブラッドリー                                    | ティモシー・ブラッドリー                                    | マニー・パッキャオ                                          | マニー・パッキャオ                                          | 対                                                          | ティモシー・ブラッドリー                                    | ティモシー・ブラッドリー                                    | マニー・パッキャオ                                                                  | マニー・パッキャオ                                                                  | 対                                                                                  | ティモシー・ブラッドリー                                                            | ティモシー・ブラッドリー                                                            |                                                             |                                                             |
| RS                                                          | TS                                                          | 回                                                          | TS                                                          | RS                                                          | RS                                                          | TS                                                          | 回                                                          | TS                                                          | RS                                                          | RS                                                                                  | TS                                                                                  | 回                                                                                  | TS                                                                                  | RS                                                                                  |                                                             |                                                             |
| 10                                                          |                                                             | 1                                                           |                                                             | 9                                                           |                                                             | 9                                                           |                                                             | 1                                                           |                                                             | 10                                                                                  |                                                                                     | 10                                                                                  |                                                                                     | 1                                                                                   |                                                             | 10                                                          |
| 9                                                           | 19                                                          | 2                                                           | 19                                                          | 10                                                          | 10                                                          | 19                                                          | 2                                                           | 19                                                          | 9                                                           | 9                                                                                   | 19                                                                                  | 2                                                                                   | 19                                                                                  | 9                                                                                   |                                                             |                                                             |
| 10                                                          | 29                                                          | 3                                                           | 28                                                          | 9                                                           | 9                                                           | 28                                                          | 3                                                           | 29                                                          | 10                                                          | 10                                                                                  | 29                                                                                  | 3                                                                                   | 28                                                                                  | 9                                                                                   |                                                             |                                                             |
| 10                                                          | 39                                                          | 4                                                           | 37                                                          | 9                                                           | 10                                                          | 38                                                          | 4                                                           | 38                                                          | 9                                                           | 9                                                                                   | 38                                                                                  | 4                                                                                   | 38                                                                                  | 10                                                                                  |                                                             |                                                             |
| 9                                                           | 48                                                          | 5                                                           | 47                                                          | 10                                                          | 10                                                          | 48                                                          | 5                                                           | 47                                                          | 9                                                           | 10                                                                                  | 48                                                                                  | 5                                                                                   | 47                                                                                  | 9                                                                                   |                                                             |                                                             |
| 10                                                          | 58                                                          | 6                                                           | 57                                                          | 9                                                           | 10                                                          | 58                                                          | 6                                                           | 56                                                          | 9                                                           | 10                                                                                  | 58                                                                                  | 6                                                                                   | 56                                                                                  | 9                                                                                   |                                                             |                                                             |
| 10                                                          | 68                                                          | 7                                                           | 65                                                          | 8                                                           | 10                                                          | 68                                                          | 7                                                           | 64                                                          | 8                                                           | 10                                                                                  | 68                                                                                  | 7                                                                                   | 64                                                                                  | 8                                                                                   |                                                             |                                                             |
| 9                                                           | 77                                                          | 8                                                           | 74                                                          | 9                                                           | 9                                                           | 77                                                          | 8                                                           | 74                                                          | 10                                                          | 9                                                                                   | 77                                                                                  | 8                                                                                   | 74                                                                                  | 10                                                                                  |                                                             |                                                             |
| 10                                                          | 87                                                          | 9                                                           | 82                                                          | 8                                                           | 10                                                          | 87                                                          | 9                                                           | 82                                                          | 8                                                           | 10                                                                                  | 87                                                                                  | 9                                                                                   | 82                                                                                  | 8                                                                                   |                                                             |                                                             |
| 10                                                          | 97                                                          | 10                                                          | 91                                                          | 9                                                           | 10                                                          | 97                                                          | 10                                                          | 91                                                          | 9                                                           | 10                                                                                  | 97                                                                                  | 10                                                                                  | 91                                                                                  | 9                                                                                   |                                                             |                                                             |
| 10                                                          | 107                                                         | 11                                                          | 100                                                         | 9                                                           | 9                                                           | 106                                                         | 11                                                          | 101                                                         | 10                                                          | 9                                                                                   | 106                                                                                 | 11                                                                                  | 101                                                                                 | 10                                                                                  |                                                             |                                                             |
| 9                                                           | 116                                                         | 12                                                          | 110                                                         | 10                                                          | 10                                                          | 116                                                         | 12                                                          | 110                                                         | 9                                                           | 10                                                                                  | 116                                                                                 | 12                                                                                  | 110                                                                                 | 9                                                                                   |                                                             |                                                             |
| 計                                                          | 116                                                         | –                                                           | 110                                                         | 計                                                          |                                                             | 計                                                          | 116                                                         | –                                                           | 110                                                         | 計                                                                                  |                                                                                     | 計                                                                                  | 116                                                                                 | –                                                                                   | 110                                                         | 計                                                          |
| 副審：バード・クレメンツ（ネバダ州、主要4団体公認ジャッジ） | 副審：バード・クレメンツ（ネバダ州、主要4団体公認ジャッジ） | 副審：バード・クレメンツ（ネバダ州、主要4団体公認ジャッジ） | 副審：バード・クレメンツ（ネバダ州、主要4団体公認ジャッジ） | 副審：バード・クレメンツ（ネバダ州、主要4団体公認ジャッジ） | 副審：デーブ・モレッティ（ネバダ州、主要4団体公認ジャッジ） | 副審：デーブ・モレッティ（ネバダ州、主要4団体公認ジャッジ） | 副審：デーブ・モレッティ（ネバダ州、主要4団体公認ジャッジ） | 副審：デーブ・モレッティ（ネバダ州、主要4団体公認ジャッジ） | 副審：デーブ・モレッティ（ネバダ州、主要4団体公認ジャッジ） | 副審：スティーブ・ウェスフェルド（ニュージャージー州、WBO公認ジャッジ）             | 副審：スティーブ・ウェスフェルド（ニュージャージー州、WBO公認ジャッジ）             | 副審：スティーブ・ウェスフェルド（ニュージャージー州、WBO公認ジャッジ）             | 副審：スティーブ・ウェスフェルド（ニュージャージー州、WBO公認ジャッジ）             | 副審：スティーブ・ウェスフェルド（ニュージャージー州、WBO公認ジャッジ）             |                                                             |                                                             |
| 処分：なし                                                  | 処分：なし                                                  | 処分：なし                                                  | 処分：なし                                                  | 処分：なし                                                  | 減点：なし                                                  | 減点：なし                                                  | 減点：なし                                                  | 減点：なし                                                  | 減点：なし                                                  | 結果：パッキャオの判定勝利                                                          | 結果：パッキャオの判定勝利                                                          | 結果：パッキャオの判定勝利                                                          | 結果：パッキャオの判定勝利                                                          | 結果：パッキャオの判定勝利                                                          |                                                             |                                                             |